# Tuberculipochira similis
Tuberculipochira similis är en skalbaggsart som beskrevs av Stefan von Breuning 1975. Tuberculipochira similis ingår i släktet Tuberculipochira och familjen långhorningar. Inga underarter finns listade i Catalogue of Life.